# TOP CEO 2
《스타일 배틀로얄 TOP CEO 2》는 패션N에서 2010년 9월 25일부터 2010년 12월 18일까지 방송되었던 TV 프로그램이다.

## 결과
| 순위 | 이름   | 소속                 |
| ---- | ------ | -------------------- |
| 1위  | 정문석 | 히얼아이엠           |
| 2위  | 설은경 | 칙스라벨             |
|      | 김은미 | 미니꼬야             |
|      | 김지용 | 도블리               |
|      | 박현선 | 피에스인터네셔널     |
|      | 오초희 | 두여자닷컴           |
|      | 이수진 | 시스터바이민         |
|      | 홍아름 | 나이스홍             |
|      | 황세현 | 푸앙컴퍼니, 前푸앙세 |
|      | 채령   | 핑크바이올렛         |
|      | 박주영 | 날으는물고기         |